# Орлов (Ростовская область)
Орлов — хутор в Милютинском районе Ростовской области.
Административный центр Орловского сельского поселения.

## География

### Улицы
| - ул. Вербная, - ул. Заречная, - ул. Колхозная, - ул. Луговая, - ул. Молодёжная, - ул. Почтовая, - ул. Речная, - ул. Садовая, - ул. Цветочная, - ул. Центральная, - ул. Школьная, | - пер. Безымянный, - пер. Дачный, - пер. Казачий, - пер. Колхозный, - пер. Мирный, - пер. Почтовый, - пер. Раздольный. |

## Население
| 2010 |
| ---- |
| 418  |

## Достопримечательности
Территория Ростовской области была заселена еще в эпоху неолита. Люди, живущие на древних стоянках и поселениях у рек, занимались в основном собирательством и рыболовством. Степь для скотоводов всех времён была бескрайним пастбищем для домашнего рогатого скота. От тех времен осталось множество курганов с захоронениями жителей этих мест. Курганы и курганные группы находятся на государственной охране.
Поблизости от территории хутора Орлова Милютинского района расположено несколько достопримечательностей – памятников археологии. Они охраняются в соответствии с Федеральным законом от 25.06.2002 N 73-ФЗ "Об объектах культурного наследия (памятниках истории и культуры) народов Российской Федерации", Областным законом от 22.10.2004 N 178-ЗС "Об объектах культурного наследия (памятниках истории и культуры) в Ростовской области", Постановлением Главы администрации РО от 21.02.97 N 51 о принятии на государственную охрану памятников истории и культуры Ростовской области и мерах по их охране и др.
- Курганная группа "Широкий" из трех курганов. Находится на расстоянии около 2,5 км к югу от хутора Орлова.
- Поселение "Орловское". Находится на расстоянии около 1,5 км к северо-запад от хутора Орлова.
- Местонахождение "Орловское I". Находится на северо-западной окраине хутора Орлова.
- Местонахождение "Орловское II". Находится на расстоянии около 500 метров к северу от хутора Орлова[3].